# Sępia Turnia
Sępia Turnia (słow. Supia veža, niem. Chmielowskispitze, węg. Chmielowski-csúcs) – turnia o wysokości ok. 2540 m n.p.m. znajdująca się w słowackich Tatrach Wysokich. Leży w długiej bocznej grani odchodzącej na południowy wschód od Wyżniego Baraniego Zwornika i biegnącej w stronę Durnego Szczytu. Od Pięciostawiańskiej Turni na zachodzie oddziela ją Sępia Przełączka, a od Czubatej Turni na wschodzie – Przełączka pod Czubatą Turnią. Na wierzchołek Sępiej Turni nie prowadzi żaden znakowany szlak turystyczny, natomiast najdogodniejsza droga dla taterników wiedzie z Przełączki pod Czubatą Turnią.
W północnej ścianie Sępiej Turni, opadającej ku Dolinie Dzikiej, kończy się Dzika Galeria – system tarasów ciągnący się od ściany Spiskiej Grzędy. Z kolei na południe do Doliny Pięciu Stawów Spiskich Sępia Turnia opada niską ścianą położoną pomiędzy dwoma żlebami opadającymi spod sąsiednich przełęczy.
Nazwa Sępiej Turni została nadana przez polskich taterników. Nie jest ona trafna, ponieważ sępy już od dawna Tatr nie zamieszkują. Nazewnictwo słowackie zostało wprowadzone jako kalka nazwy polskiej. Z kolei nazewnictwo niemieckie i węgierskie zostało nadane na cześć polskiego taternika Janusza Chmielowskiego.
Pierwsze wejścia:
- Alfred Martin i Johann Franz (senior), 17 lipca 1907 r. – letnie,
- Radovan Kuchař i Jiří Šimon, 27 grudnia 1953 r. – zimowe[2].

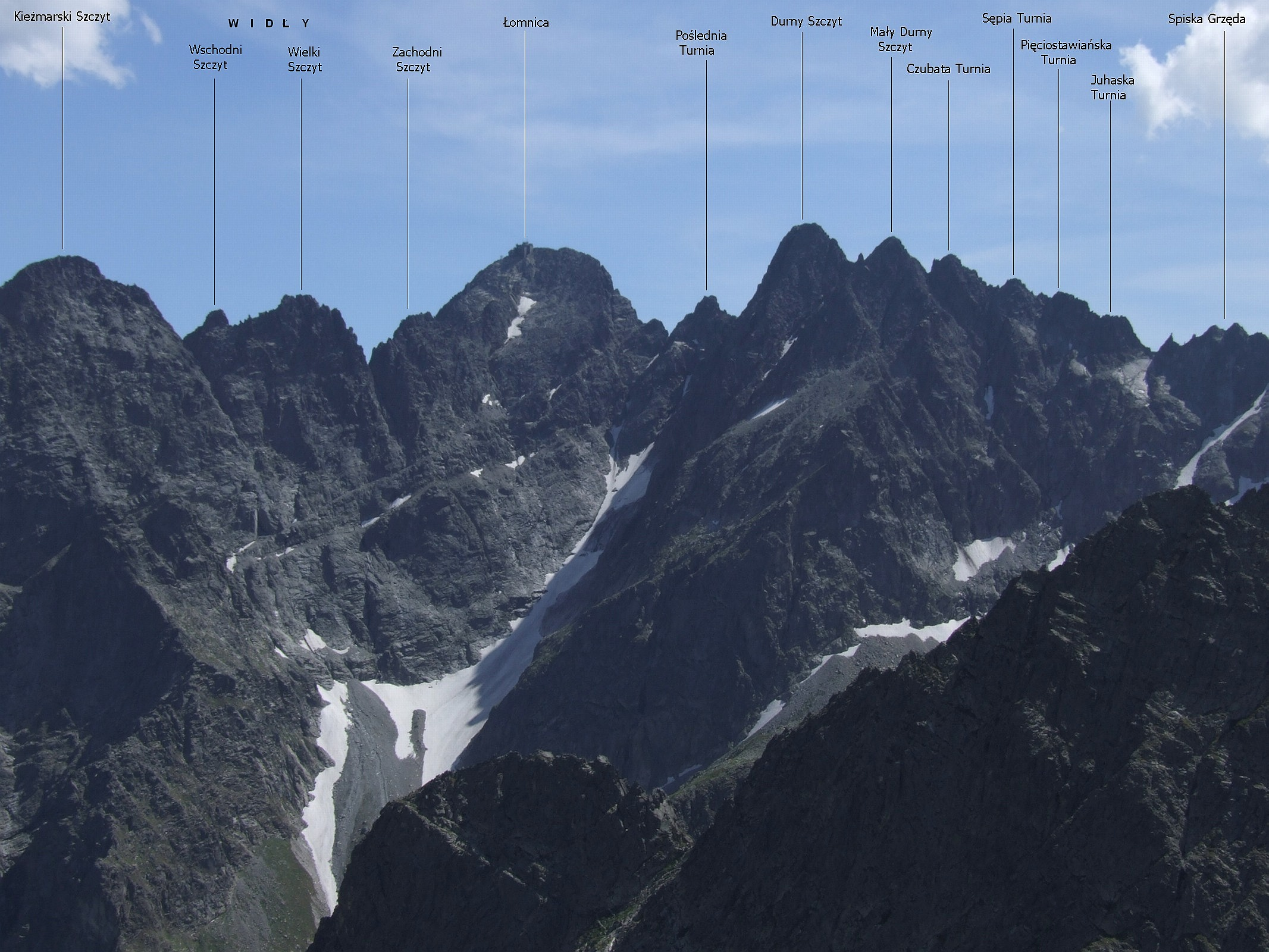
Sępia Turnia (wśród podpisanych formacji) – widok z północy